# Lusiaves
Lusiaves ist ein portugiesisches Unternehmen der Fleischproduktion, das sich auf Geflügel spezialisiert hat.

## Geschichte
Gegründet 1986 in Marinha das Ondas, einer Ortschaft im Kreis (Concelho) von Figueira da Foz, beschäftigt das Unternehmen heute 1.500 Mitarbeiter und erwirtschaftete 2010 einen Umsatz von über 200 Mio. Euro. Seine wesentlichen Produktionsstätten befinden sich bis heute im Kreis von Figueira da Foz, während die Verwaltung inzwischen im etwa 40 km entfernten  Marrazes angesiedelt wurde.

## Namen
Lusiaves ist spezialisiert auf Produkte aus Hähnchenfleisch, was sich in der Namensgebung widerspiegelt. Der Name setzt sich aus den Begriffen Lusitanien (dem poetischen, auf Lusitania zurückgehenden Namen Portugals) und Aves (dem portugiesischen Begriff für Vögel bzw. Geflügel) zusammen. Ähnliches drückt der Firmenslogan Frangamente bom aus. Es ist ein Wortspiel, das sich zusammensetzt aus dem portugiesischen Wort Frango (für Hähnchen), und dem Ausdruck francamente bom (dt. etwa: wirklich gut).

## Unternehmensausrichtung und Struktur
Das Unternehmen beliefert neben Gastronomie und Einzelhandel u. a. auch landesweit bedeutende Supermarktketten, etwa Pingo Doce. Lusiaves unterhält eigene Produktionsstätten für Futtermittelverarbeitung, Zucht, Schlachtung und Weiterverarbeitung, und produziert auch Eier. Das Unternehmen strebt laut publizierter Firmenphilosophie weiter größtmögliche Autonomie über alle Produktionsschritte an. So gehören zur Lusiaves-Gruppe auch die Spedition Lusifrota, der Futtermittelhersteller Meigal, der Futtermittelhändler Racentro, die Warenmarke Mais Sabor, und die CampoAves-Geflügelzucht, während Lusiaves unter verschiedenen Markennamen weitere Produkte vertreibt, z. B. Fisch (MarGrill) und Kartoffelprodukte und Grillwürste (CampoGrill).
Lusiaves unterhält im Wesentlichen nur eine Produktionsstätte, in Figueira da Foz (Marinha das Ondas). Über das firmeneigene Netz von landesweit 13 Vertriebsstellen (Entrepostos), will das Unternehmen sowohl landesweit als auch im Ausland seine Produkte weiter von dort aus vermarkten. Insbesondere aus Angola und Spanien erwartet das Unternehmen weiter anhaltende Wachstumsimpulse.
Lusiaves tritt in Figueira da Foz regelmäßig als Sponsor internationaler Sportveranstaltungen auf, so im Surfsport und im Strand-Rugby.